# Cântecul pădurii
Cântecul pădurii (titlu originar în ucraineană Лісова пісня, transliterat: Lisova pisnea) este o piesă de teatru în trei acte, scrisă de Lesea Ukrainka. A fost scrisă în 1911, în orașul Kutaisi și a fost montată pentru prima dată pe 22 noiembrie 1918, la Teatrul Național Ivan Franko din Kiev. Această piesă reprezintă unul dintre primele exemple de literatură fantastică din Ucraina și este considerată capodopera scriitoarei.

## Rezumat

### Prolog
Decorul este o pădure veche din Volyn, un loc sălbatic și misterios, la începutul primăverii. „Cel ce sfâșie digurile” fuge din pădure. Vorbește cu Copiii Pierduți și cu Rusalka, cea care îi amintește de dragostea lui și îi reproșează că a trădat. Goblinul de apă o ceartă pe Rusalka pentru că se întâlnește cu un străin înșelător. El ispitește doar Sirenele.

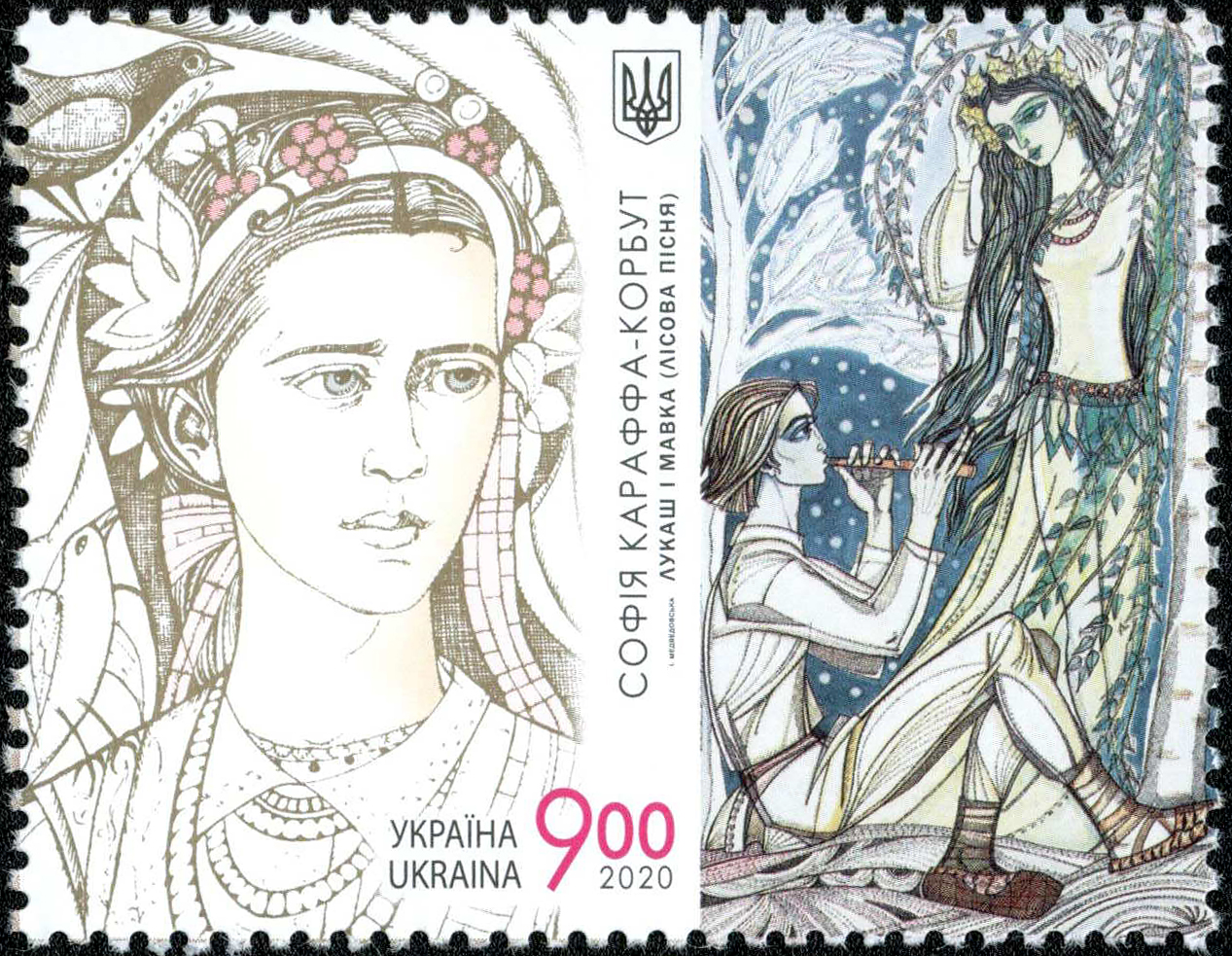
Timbru din 2020, care o înfățișează pe Lesea Ukrainka și o scenă în care Lukash îi cântă Mavkăi la flaut

### Actul I
Unchiul Lev și nepotul său, Lukash, vor să-și construiască o casă în această parte a pădurii. Lev este un bătrân cu suflet bun. Lukash este încă tânăr. Bătrânul îi spune băiatului că trebuie să aibă grijă și să nu supere locuitorii pădurii. Elful Pădurii o asigură pe Rusalka că Lev nu va jigni spiritele.
Lukash meșterește un flaut din trestie, iar Mavka, după ce vorbise cu Elful Pădurii, aude melodia lui. Elful o avertizase pe fată să evite oamenii, pentru că aduc doar suferință și probleme.
Când Lukash vrea să taie cu cuțitul un mesteacăn, Mavka îl oprește și îi cere să nu-și jignească sora. Lukash este surprins să vadă în pădure o tânără atât de frumoasă și fermecătoare și este curios să o cunoască. Numele ei este Mavka Pădurii.
Lukash o place pe fată pentru frumusețea ei schimbătoare, firea sensibilă, dragostea pentru muzică și natură. Îi spune că atunci când se îndrăgostesc oamenii se împreunează și că vor construi împreună o casă în pădure. Mavka și Lukash se îndrăgostesc. 

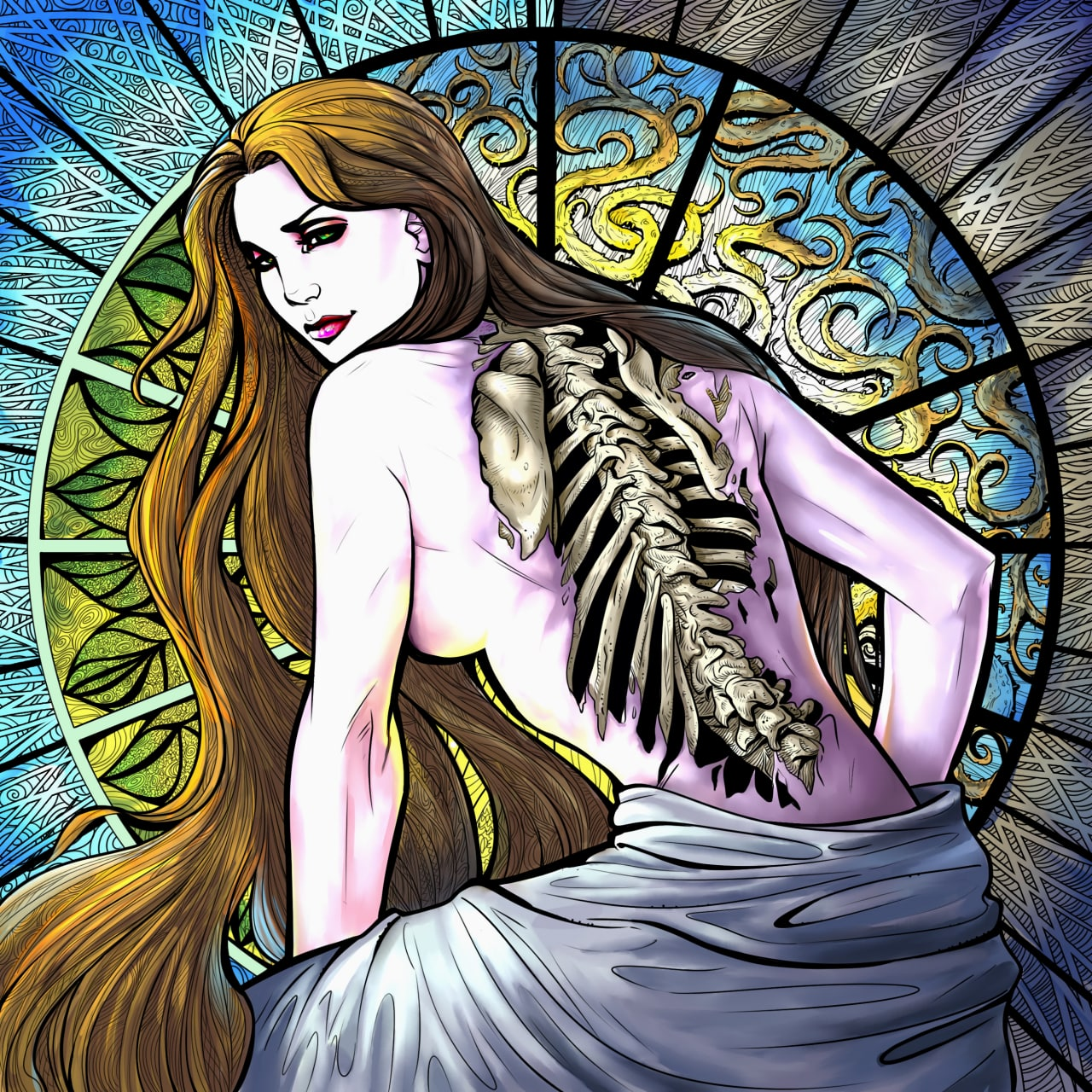
Mavka, personaj mitologic

### Actul II
La sfârșitul verii, casa deja a fost construită pe o pajiște, iar în fața ei o grădină minunată. Mama lui Lukash îl ceartă pentru că pierde timpul cântând la flaut. Ea țipă la Mavka și o numește bună de nimic și fără căpătâi. O critică pentru felul în care se îmbracă și o trimite să strângă grâul de pe câmp. Însă Mavka nu poate rupe spicele de grâu, căci acestea îi vorbesc.
Lukash îi explică zânei că mama lui vrea o noră care să muncească și acasă și pe câmp. Deși Mavka încearcă din toată inima să înțeleagă aceste legi absurde, nu reușește să le conceapă, pentru că ea trăiește fără griji mărunte în lumea frumuseții pure.
În casa lor sosește văduva Kylyna și se apucă să secere grâul. Ea glumește cu Lukash și se împrietenește cu el, iar mama lui o acceptă. Lukash o însoțește pe Kylyna în sat.
Mavka suferă, dar Sirena încearcă să o consoleze și să o prevină că dragostea înseamnă numai durere pentru un suflet liber. Și Lysovik o avertizează și o roagă să nu uite libertatea ei, frumusețea naturii și să se elibereze de strânsoarea dragostei umane.
Mavka e pe cale să redevină o prințesă a pădurii și se lasă învăluită într-o ceață purpurie strălucitoare. Perelesnyk o curtează și dasnează împreună. Însă atunci se ivește Marishte, care vrea să o ia pe Mavka. Ea strigă că e încă în viață.
Lukash se poartă urât cu Mavka, o disprețuiește și îi cere mamei lui să o pețească pentru el pe văduva Kylyna. Îndurerată, Mavka merge de bunăvoie la Marishte.

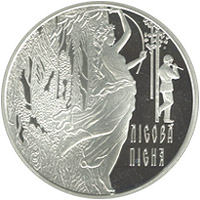
Lukash și Mavka reprezentați pe medalia jubileului de argint a Băncii Naționale a Ucrainei

### Actul III
Într-o noapte întunecată de toamnă, Mavka se zărește lângă casa lui Lukash. Din pădure iese Lisovyk, cel care a poruncit ca Lukash să fie preschimbat în vârcolac. Însă Mavka speră să-l readucă la forma lui umană prin puterea dragostei. Lukash se sperie de ea și fuge.
Kutz spune că familia lui Lukash suferă de sărăcie, soacra și nora se ceartă tot timpul.
Mavka se transformă într-o salcie uscată, din care băiatul Kylynei cioplește un flaut. Flautul glăsuiește cu vocea Mavkăi: „Ce dulce cântă, ce adânc taie, îmi taie pieptul, îmi smulge inima...”. Kylyna vrea să taie salcia, dar Perelesnyk o salvează.
Kylyna îi cere soțului ei să se întoarcă în sat. Atunci sosește Soarta pierdută, arătând spre flaut. Lukash i-a dat Mavkăi sufletul ei, dar a lipsit-o de trupul ei. Însă ea nu se întristează pentru trupul ei, căci dragostea ei este acum eternă.
Ultimul monolog rostit de Mavka, în care i se adresează lui Lukash, este punctul culminant al acestui act. Lukash începe să cânte. Mavka strălucește în toată frumusețea ei și el fuge spre ea. Însă Mavka dispare. Ninge. Lukash rămâne înghețat cu un zâmbet trist pe buze. 

## Personaje

### Personaje principale
- Mavka
- Lukaș

### Personaje secundare
- unchiul Lev
- mama lui Lukaș
- Kîlîna
- copiii Kîlînei
- un băiat (fiul Kîlînei)

### Personaje mitologice
- Focul rătăcitor
- Cel ce sălășluiește în stâncă (fantomă care semnifică moartea și uitarea)
- Cel ce sfâșie digurile (spirit distrugător care locuiește lângă izvor)
- Spiridușul de apă (Vodianyk)
- Zâna câmpului (nimfă care locuiește printre cereale)
- Rusalka
- Copiii pierduți (nixe de apă)
- Kutz (imp malefic)
- gremlini (potrivit traducerii lui Percival Cundy)
- Soarta (fantomă - potrivit traducerii lui Percival Cundy)
- Elful Pădurii (potrivit traducerii lui Percival Cundy)
- Marishte (zeița frigului, înghețului, morții, iernii și agriculturii)[3]

## Scriere
Schița piesei a fost scrisă în vara anului 1911, în orașul Kutaisi. Revizuirea și editarea finală au durat până în octombrie. Într-o scrisoare către sora ei, Olha, din 27 noiembrie 1911, Lesea Ukrainka a menționat că lucrează intens la drama „Cântecul pădurii”, că, deși inițial a scris totul rapid, în doar 10-12 zile, când s-a apucat de revizuit, a tot modificat textul.
Într-o scrisoare adresată mamei ei, din 2 ianuarie 1912, Lesea Ukrainka a menționat ce a inspirat-o să scrie piesa, și anume pădurile natale și povestea cu Mavka pe care mama ei i-o spunea în copilărie. Imaginea acestei zâne a pădurii a fascinat-o și a simțit nevoia să o exprime în scris, prin această piesă.
Numeroasele modificări și completări la versiunea originală a manuscrisului demonstrează munca grea și persistentă a autoarei. Autograful este format din mai multe straturi de text și reflectă diferitele etape ale creării sale - de la varianta inițială la cea finală.
Stilul în care este redat primul act este cel mai interesant. Uneori se aseamănă cu un plan detaliat, care include conținutul fiecărei scene individuale și combină textul poetic cu proza, demonstrând cum funcționează imaginația scriitoarei.

## Adaptări

### În teatru
- Mavka: (neterminat) bazat pe Cântecul pădurii de Lesea Ukrainka, operă de Stefania Turkewich, dată necunoscută.
- Cântecul pădurii: balet al compozitorului ucrainean Mykhailo Skorulsky, creat în 1936. A fost montat pentru prima dată în 1946 la Kiev.
- Cântecul pădurii: operă a compozitorului ucrainean Vitaliy Kyreiko (1957). Premiere la Lviv și studioul de operă al Conservatorului din Kiev.
- Cântecul pădurii: balet al compozitorului Herman Jukovski (libret de M. Gabovici, regia O. Tarasov și O. Lapauri) la Teatrul Bolșoi în 1961.
- Cântecul pădurii: operă a compozitorului ucrainean Myroslav Volynsky. Premieră la Camenița, la Festivalul Operei în Miniatură.[5]
- Cântecul pădurii: piesă bazată pe traducerea dramei de către Percival Cundy, interpretată de Teatrul Studenților din cadrul Departamentului de Lingvistică Aplicată de la Universitatea Națională Lesya Ukrainka din Volyn.

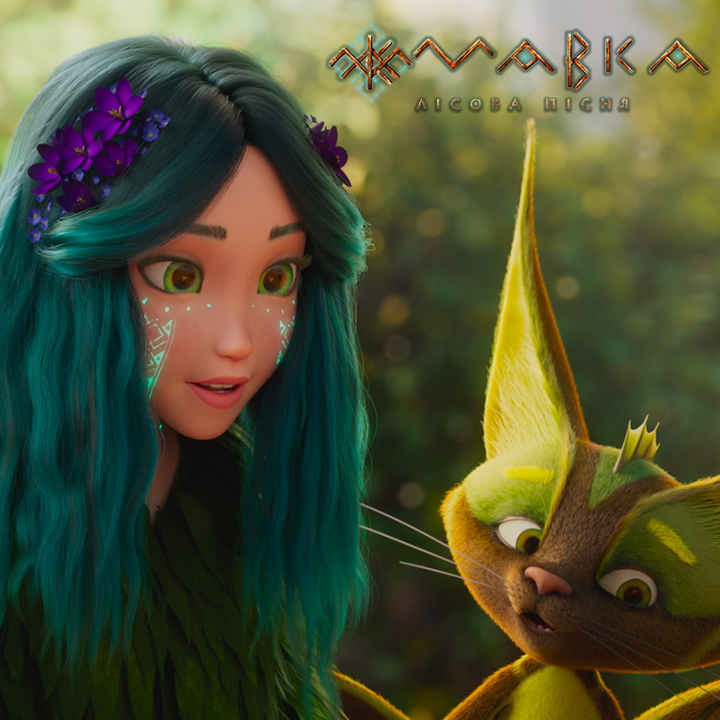
Mavka. Zâna pădurii (film animat din 2023)

### În film
| An   | Titlu                   | Regizor                           | Mavka               | Lukash             | Studio                 | Observații                               |
| ---- | ----------------------- | --------------------------------- | ------------------- | ------------------ | ---------------------- | ---------------------------------------- |
| 1961 | Cântecul pădurii        | Viktor Ivchenko                   | Rayisa Nedashkivska | Vladimir Sidorchuk | Dovzhenko Film Studios |                                          |
| 1976 | Cântecul pădurii        | Alla Hrachova                     | Halyna Ostapenko    | Borys Romanov      | Kievnauchfilm          | scurtmetraj animat (animație ucraineană) |
| 1980 | Cântecul pădurii. Mavka | Yuri Ilyenko                      | Lyudmyla Yefymenko  | Victor Kremliov    | Dovzhenko Film Studios |                                          |
| 2023 | Mavka. Zâna pădurii     | Oleksandra Ruban și Oleh Malamuzh | Natalka Denysenko   | Artem Pyvovarov    | Animagrad              | film animat (animație ucraineană)        |

## Traducere
În 2024, Harvard University Press a publicat o traducere în limba engleză a piesei, realizată de Virlana Tkacz și Wanda Phipps.